# Салаватский сельсовет (Мелеузовский район)
Салаватский сельсовет находился в Мелеузовском районе возле города Салават и посёлка Зирган. Образован 5 ноября 1980 года путём выведения из состава Зирганского сельсовета 12 селений (пос. Венера, д.Верхнеюлдашево, х. Желанный, Камбулатово, д. Климовка, Константиновка, д.Нурдавлетово, д.Сабашево, д. Семёновка, д. Столяровка, д.Юмаково, Юпитер) с одновременным созданием Зирганского поселкового совета (с одним населенным пунктом — с.Зирган) и Салаватского сельского совета. 30 июня 1990 года Салаватский сельсовет включен в состав рабочего поселка Зирган Мелеузовского района.
Земли и селения Салаватского сельсовета за неполные десять лет его существования неоднократно включались в состав города Салавата.

## История
Указ Президиума ВС Башкирской АССР от 05.11.1980 N 6-2/356 «Об отнесении населенного пункта Зирган Мелеузовского района к категории рабочих поселкового и Салаватского сельского Советов в составе Мелеузовского района» гласил:

Населенный пункт Зирган Мелеузовского района отнести к категории рабочих поселков с сохранением за ним прежнего наименования.
Из депутатов Зирганского сельского Совета образовать Зирганский поселковый и Салаватский сельский Советы в составе Мелеузовского района с центром в рабочем поселке Зирган.

Включить в состав Салаватского сельсовета населенные пункты Зирганского сельсовета Венера, Верхнеюлдашево, Желанный, Камбулатово, Килимовка, Константиновка, Нурдавлетово, Сабашево, Семеновка, Столяровка, Юмаково и Юпитер.— http://zakon-region3.ru/1/59281/
В 1982 году в состав Салавата включена д. Константиновка (Указ Президиума ВС Башкирской АССР от 30.12.1982 N 6-2/388 «О включении в черту города Салавата деревни Константиновка»)
В 1987 году поселок Венера Салаватского сельсовета Мелеузовского района исключен из учётных данных (Указ Президиума ВС Башкирской АССР от 29.01.1987 N 6-2/62 «Об исключении из учётных данных некоторых населенных пунктов»)
Указ Президиума ВС Башкирской АССР от 30.06.90 N 6-2/258 «О включении Салаватского сельсовета в состав рабочего поселка Зирган Мелеузовского района» гласил:

1. Включить Салаватский сельсовет в состав рабочего поселка Зирган Мелеузовского района.

2. Установить границу рабочего поселка Зирган согласно представленной схематической карте.— http://bashkortostan.news-city.info/docs/sistemam/dok_keqnyo.htm
После включения Салаватского сельсовета в состав пос. Зирган в 1990 году сложилась ситуация, когда в составе города Салавата стали находиться посёлки, входившие де-юре в Зирганский поссовет. То есть де-юре они были в составе переданного сельсовета, де-факто в городе с 250-тысячным населением.
В 1994 году произошло законодательное оформление фактического вхождения селений бывшего Салаватского сельсовета Желанный и Юпитер в состав города Салават, окончательно оформленное в 2006 году.
Указ Президиума ВС РБ от 16.12.94 N 6-2/190 (ред. от 21.06.2006) «Об исключении из административно-территориального устройства Зирганского поссовета Мелеузовского района поселков Желанный и Юпитер» гласил:

Рассмотрев представления Салаватского городского, Мелеузовского районного Советов народных депутатов и Кабинета Министров Республики Башкортостан, Президиум Верховного Совета Республики Башкортостан постановляет:
1. Передать поселки Желанный и Юпитер Зирганского поссовета Мелеузовского района в состав города Салавата.
2. Установить границу Зирганского поссовета Мелеузовского района согласно представленной схематической карте.
2.1. Исключить из учётных данных поселки Желанный и Юпитер.
(п. 2.1 введен Законом РБ от 21.06.2006 N 329-з)

3. Поручить президиумам Салаватского городского и Мелеузовского районного Советов народных депутатов обеспечить в соответствии с установленным порядком передачу территории населенных пунктов Желанный и Юпитер в состав города Салавата.— http://bashkortostan.news-city.info/docs/sistemay/dok_kertno.htm